# Ulrich Stevens
Ulrich Stevens (geboren am 3. Dezember 1948 in Mülheim an der Ruhr; gestorben am 10. Juni 2022)  war ein deutscher Kunsthistoriker und Denkmalpfleger. Er amtierte in der Nachfolge von Udo Mainzer von Oktober 2011 bis zum Dienstantritt von Andrea Pufke am 1. April 2012 als kommissarischer Direktor des LVR-Amtes für Denkmalpflege im Rheinland und Landeskonservator des Landschaftsverbandes Rheinland (LVR).

## Leben
Aufgewachsen in Duisburg, besuchte Ulrich Stevens das dortige Staatliche Landfermann-Gymnasium, an dem er im Jahr 1967 das Abitur ablegte. Im Anschluss studierte er von April 1969 bis Juli 1978 an der Universität zu Köln Kunstgeschichte, Archäologie sowie Ur- und Frühgeschichte, mit einer kurzen Unterbrechung in Basel. In Köln promovierte er auch bei Günther Binding mit einer Arbeit zu Burgkapellen im deutschen Sprachraum, einem Thema, das ihn seit den 1990er Jahren wieder befassen sollte.
Nach Abschluss seiner Studien begann Ulrich Stevens seine berufliche Laufbahn unter Auslassung des heute üblichen Volontariats von August 1978 bis Januar 1980 als wissenschaftlicher Mitarbeiter in der Schnellinventarisation des beim Landschaftsverband Westfalen-Lippe in Münster angesiedelten Denkmalamts. Von dort wechselte er zum 1. Februar 1980 als wissenschaftlicher Referent in der Praktischen Denkmalpflege nach Bonn zu dem dortigen Landeskonservator Rheinland (heute LVR-Amt für Denkmalpflege im Rheinland, seit 1985 in Brauweiler), dem er bis zu seinem Ausscheiden aus dem Dienst zum 28. Februar 2014 angehörte. Im Referat Mitte sollte er zunächst die arrivierten Kollegen begleiten, als Folge von Personalengpässen betreute er dann jedoch von Beginn an die Denkmäler mehrerer Kreise und Städte, darunter den Kreis Viersen und die Stadt Wuppertal. Im März 1988 übernahm Stevens dann die Koordination des Referats Mitte. Infolge einer weiteren Reduktion der Referenten in der Praktischen Denkmalpflege fielen ihm übergangsweise weitere Gebiete zu, darunter im Besonderen die Zeche Zollverein und die Abtei Werden in Essen. Im Zuge der – nicht realisierten – Brückenplanung im Benrather Schlosspark arbeitete er sich ab 1990 in ein neues Fachgebiet ein: die Gartendenkmalpflege. Als Abgesandter des Denkmalamts vertrat er dieses Sachgebiet ab den 1990er Jahren auch in der Arbeitsgruppe der „Vereinigung der Landesdenkmalpfleger“. Weitere Dienststationen waren ab dem 27. Juli 2005 die kommissarische und zum 1. Oktober 2005 die ordentliche Leitung der Restaurierung/Werkstätten als Nachfolger von Wilfried Hansmann. Mit dieser Leitungsfunktion war auch die redaktionelle Mitarbeit bei der Herausgabe der vierteljährlich erscheinenden Zeitschrift „Denkmalpflege im Rheinland“ verbunden.
Ulrich Stevens, der von 1996 bis 2002 verschiedene Lehraufträge in der Abteilung Architekturgeschichte des Kunsthistorischen Instituts der Universität zu Köln innehatte, in denen er Seminare zu Themen wie Barock im Rheinland, Festungsbau und zu seinem Lieblingsthema, Gartenkunst im Rheinland hielt, deckte durch seinen nahezu landesweiten Einsatz verschiedenste Fachgebiete ab. Hierbei kann die Instandsetzung und wissenschaftliche Aufarbeitung der Kapelle von Klein-Jerusalem herausgehoben werden. Während seiner letzten fünf Dienstjahre beim LVR-Amt für Denkmalpflege befasste er sich mit Themen der Zukunft, darunter KuLaDig („Kultur. Landschaft. Digital“), der Amtsdatenbank „Bodendenkmalpflege, Denkmalpflege online“ (BoDeOn) und besonders dem Thesaurus-Projekt „Wortnetz-Kultur“ (WNK), also der Darstellung der Denkmalpflege und Denkmälern in digitaler Form. Seit August 2011 stellvertretender Landeskonservator, übte er von Mitte Oktober 2011 bis Ende März 2012 die Leitung kommissarisch aus.
Seit 1971 Mitglied des Rheinischen Vereins für Denkmalpflege und Landschaftsschutz in Köln, wurde Stevens nach seiner Pensionierung 2017 in den Vorstand des Gesamtvereins gewählt. Ferner leitete er im Regionalverband Rhein-Erft des Vereins eine Arbeitsgruppe die ihr Augenmerk auf im Bestand bedrohte Baudenkmäler richtete und war Gründungsmitglied der Arbeitsgruppe Burgen, die sich seit 2019 auf den Erhalt der im Vereinsbesitz befindlichen Burgen konzentrierte.
Ulrich Stevens wurde am 20. Juni 2022 auf dem Südfriedhof Brühl beigesetzt.

## Schriften (Auswahl)
- Burgkapellen im deutschen Sprachraum. Dissertation. Universität Köln, Philosophische Fakultät, Abt. Architektur des Kunsthistorischen Instituts, Köln 1978.
- mit Friedhelm Weinforth, Carsten Sternberg: Stadt Kempen am Niederrhein. 2. Auflage. (= Rheinische Kunststätten. Heft 44). Rheinischer Verein für Denkmalpflege und Landschaftsschutz, Neuss 1989, ISBN 3-88094-645-0.
- Gemeinde Grefrath an der Niers. (= Rheinische Kunststätten. Heft 395). Rheinischer Verein für Denkmalpflege und Landschaftsschutz, Neuss 1993, ISBN 3-88094-738-4.
- Burgkapellen. Andacht, Repräsentation und Wehrhaftigkeit im Mittelalter. Wissenschaftliche Buchgesellschaft, Darmstadt 2003, ISBN 3-534-14284-5.
- Redaktion und Mitarbeit: Die Kapelle Klein-Jerusalem bei Willich-Neersen. (= Arbeitsheft der rheinischen Denkmalpflege. Band 63). Werner’sche Verlagsanstalt, Worms 2004, ISBN 3-88462-207-2.
- Denkmäler und Geschichte im Kreis Viersen. Goch 2008, ISBN 978-3-933969-95-8.
- Redaktion mit Ulrike Heckner und Eva-Maria Beckmann: Denkmal-Kultur im Rheinland : Festschrift für Udo Mainzer zum 65. Geburtstag. (= Arbeitsheft der rheinischen Denkmalpflege. Band 63, Sonderband). Werner’sche Verlagsanstalt, Worms 2010, ISBN 978-3-88462-300-8.
- Gärten in Märchen. In: Denkmal-Kultur im Rheinland : Festschrift für Udo Mainzer zum 65. Geburtstag. (= Arbeitsheft der rheinischen Denkmalpflege. Band 63, Sonderband). Werner’sche Verlagsanstalt, Worms 2010, ISBN 978-3-88462-300-8, S. 347–359.
- Zur Geschichte der Restaurierungswerkstätten im LVR-ADR. In: Denkmalpflege im Rheinland. 31. Jahrgang, Nr. 2, Klartext Verlag, Essen 2014, ISSN 0177-2619, S. 51–55.